# Tuisku (motortorpedbåt)
Tuisku (senare Taisto 5, även T 5) var en finländsk motortorpedbåt av T-klass som tjänstgjorde under det andra världskriget. Under kriget gjorde fartygskonstruktören Jarl Lindblom förbättringar på den italienska Bagliettobåten och man licenstillverkade sex av dessa i Finland och kallade dem för T-klassen ("Taisto"-båtarna). Ytterligare två färdigställdes efter Fortsättningskriget. Deras förbättrade skrovform gav dem bättre sjöduglighet. Utan last och bestyckning kunde fartygen komma upp i 63 knop.
År 1949 ändrades T-båtarna om till patrullbåtar i enlighet med fredsfördraget. Fartygen avskrevs ur flottans register och såldes på auktion år 1964.

## Fartyg av klassen
- Tarmo
- Taisto
- Tyrsky
- Tuima
- Tuisku
- Tuuli

efter kriget
- Taisto 7
- Taisto 8